# Le mari était là
Pour plus de détails, voir Fiche technique et Distribution.
Le mari était là (「女の小箱」より 夫が見た, Otto ga mita 'Onna no kobako' yori) est un film japonais réalisé par Yasuzō Masumura, sorti en 1964.

## Fiche technique
- Titre : Le mari était là[1]
- Titre original : 「女の小箱」より 夫が見た (Otto ga mita 'Onna no kobako' yori?)
- Réalisation : Yasuzō Masumura
- Scénario : Tatsuo Nogami (ja), Hajime Takaiwa (ja), d'après le roman de Jūgo Kuroiwa (ja)
- Photographie : Tomohiro Akino
- Musique originale : Tadashi Yamanouchi (ja)
- Décors : Takesaburō Watanabe
- Montage : Tatsuji Nakashizu
- Producteur : Kazuo Tsukaguchi
- Société de production : Daiei
- Pays de production :  Japon
- Langue originale : japonais
- Format : couleur (Daieiscope) - 2,35:1 - 35 mm - son mono
- Genre : drame
- Durée : 92 minutes[2] (métrage : neuf bobines - 2 513 m[2])
- Date de sortie :
  - Japon : 15 février 1964[2]

## Distribution
- Ayako Wakao : Namiko Kawashiro
- Jirō Tamiya : Ken'ichiro Ishizuka
- Keizō Kawasaki : Seizō Kawashiro
- Kyōko Kishida : Yōko Saijyo
- Kyōko Enami : Emi Aoyama
- Jōtarō Senba : Motoo Yoshino
- Hiroko Machida : Mitsue Tsumura
- Eitarō Ozawa : Daisaku Osone
- Kenji Ōyama : le docteur